# سيرغي خودوس
سيرغي فيكتوروفيتش خودوس (الروسية: Сeringей Викторович Ходос؛ من مواليد 14 يوليو 1986) هو لاعبة مبارز أولمبي روسي، هو بطل أوروبا ثلاث مرات، حاصل على الميدالية الفضية مع فريق في الألعاب الأولمبية عام 2021. تنافس أيضا في دورة الألعاب الأولمبية الصيفية 2016 في ريو دي جانيرو ودورة الألعاب الأولمبية الصيفية 2020 في طوكيو.